# Lapseki

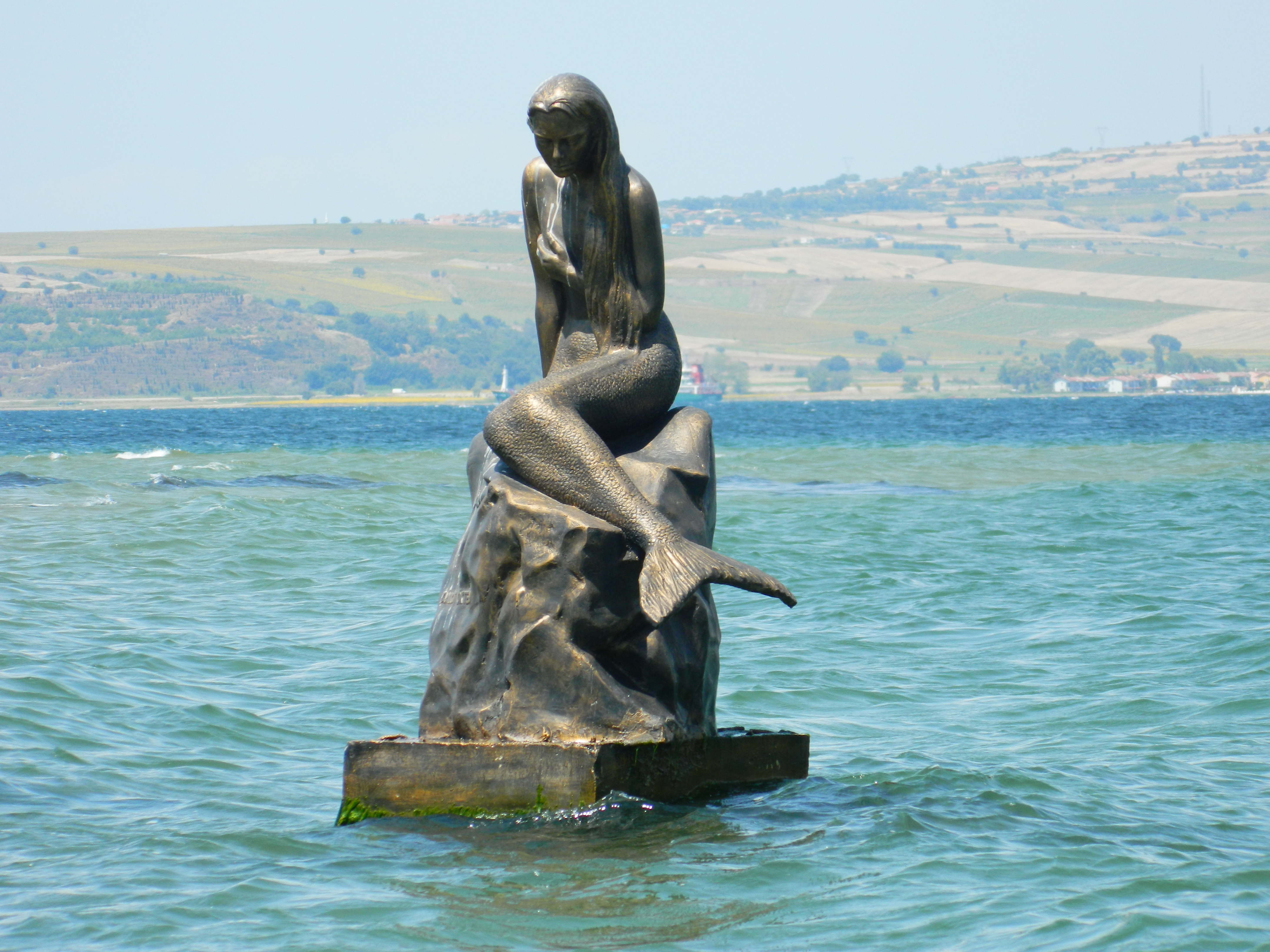
Deniz Kızı (Sirena) a Lapseki

Lapseki és una ciutat turca, i districte de la província de Çanakkale. Se situa a 34 km del centre de Çanakkale. El districte té una població de 27.149 habitants i una superfície de 955 km².

## Història

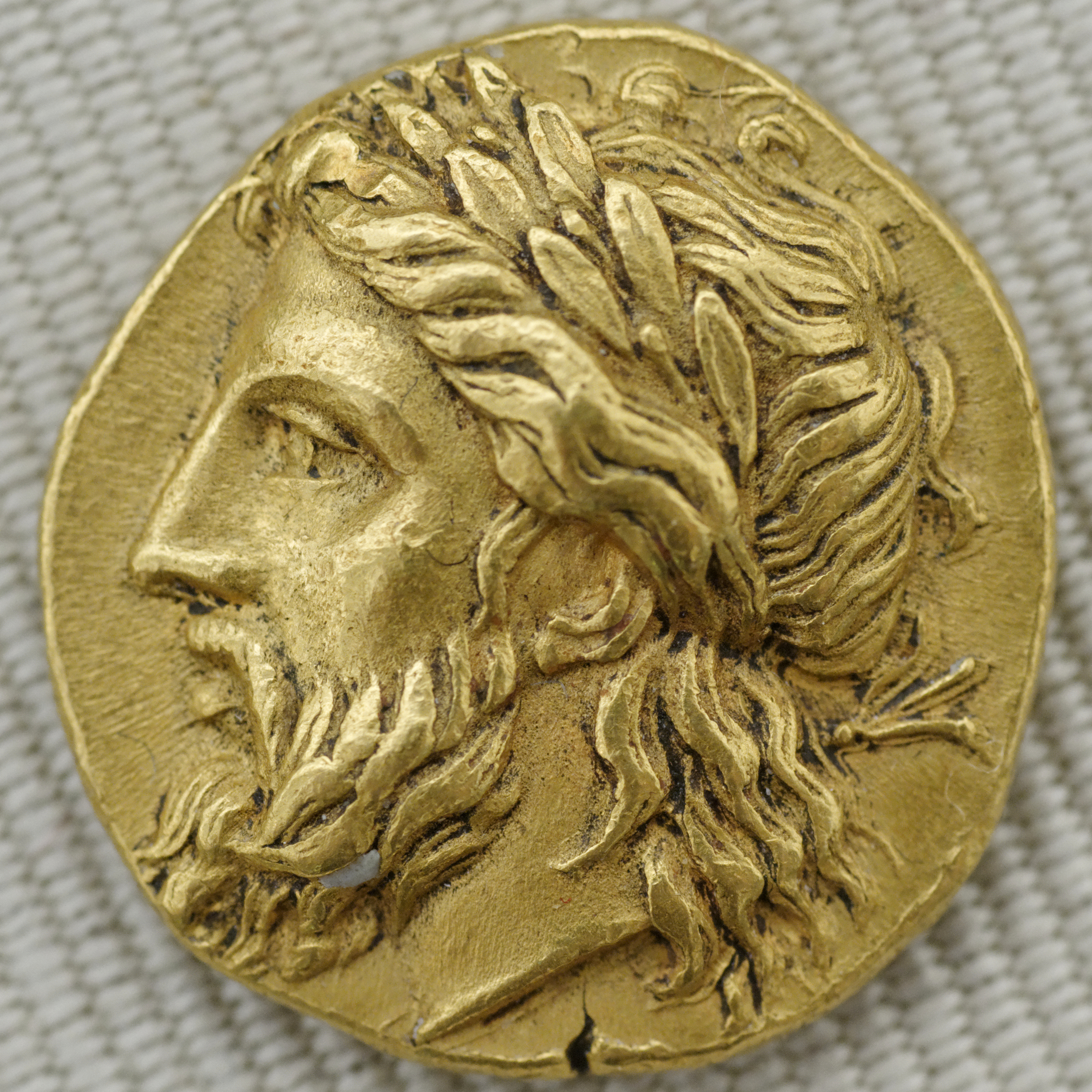
Anvers d'una estatera d'or de Làmpsac amb la representació del cap de Zeus coronat de llorer (360-340 aC)

Làmpsac (en grec: Λάμψακος, en llatí: Lampsacus o Lampsacum) fou una de les principals ciutats gregues de Mísia, a la vora de l'Hel·lespont. Fou fundada amb el nom de Pitiüssa i després va rebre colons jonis de Milet i Focea. Era a l'altre costat de Cal·lípolis, al Quersonès Traci, i tenia un port excel·lent. El seu territori produïa un bon vi. A Làmpsac hi havia una estàtua d'un lleó postrat molt ben feta, obra de Lísip, però fou traslladada per Agripa a Roma, al Camp de Mart.
Làmpsac fou el lloc on suposadament nasqué Príap –déu de la fertilitat en la mitologia grega, representat amb uns grans genitals–, fill d'Afrodita.
Va combatre contra Milcíades el Vell, que s'havia establert al Quersonès Traci i que va atacar la ciutat, però Milcíades fou fet presoner i només posteriorment alliberat per la mediació del rei de Lídia, Cresos.
Va participar en la rebel·lió de Jònia, que aviat fou recuperada pels perses. Fou governada per un tirà local amb suport dels perses, anomenat Hipocle. El seu fill Eàntides es va casar amb Arquedice, filla d'Hípies i neta de Pisístrat. Per aquesta època es va produir l'intent de cop d'estat d'Euagon, que va voler ocupar l'acròpoli i proclamar-se tirà. Després de la batalla de Mícale el 479 aC, la ciutat va esdevenir aliada d'Atenes, va ingressar en la Lliga Dèlica i va pagar un tribut de 12 talents (una gran quantitat per a l'època). El 413 aC, després del fracàs de l'expedició a Sicília, es va revoltar, però com que no tenia fortificacions fou recuperada fàcilment per una flota atenenca dirigida per Estrombíquides. Al segle següent, com la resta de ciutats, va passar a la sobirania persa i va conservar el seu govern.
Va rebre els macedonis i va pertànyer a l'imperi d'Alexandre i els seus diàdocs.
Fou atacada per Antíoc III el 196 aC i la ciutat es va declarar a favor de Roma; va votar oferir una corona d'or a la República Romana a canvi de la qual foren acceptats com a aliats. En temps d'Estrabó encara era una ciutat important.
Fou lloc de naixement de diversos poetes, escriptors i filòsofs, com Caró, historiador; Anaxímenes, orador; Metròdor, deixeble d'Epicuri (que hi va residir per uns anys); i d'altres.

## Cultura

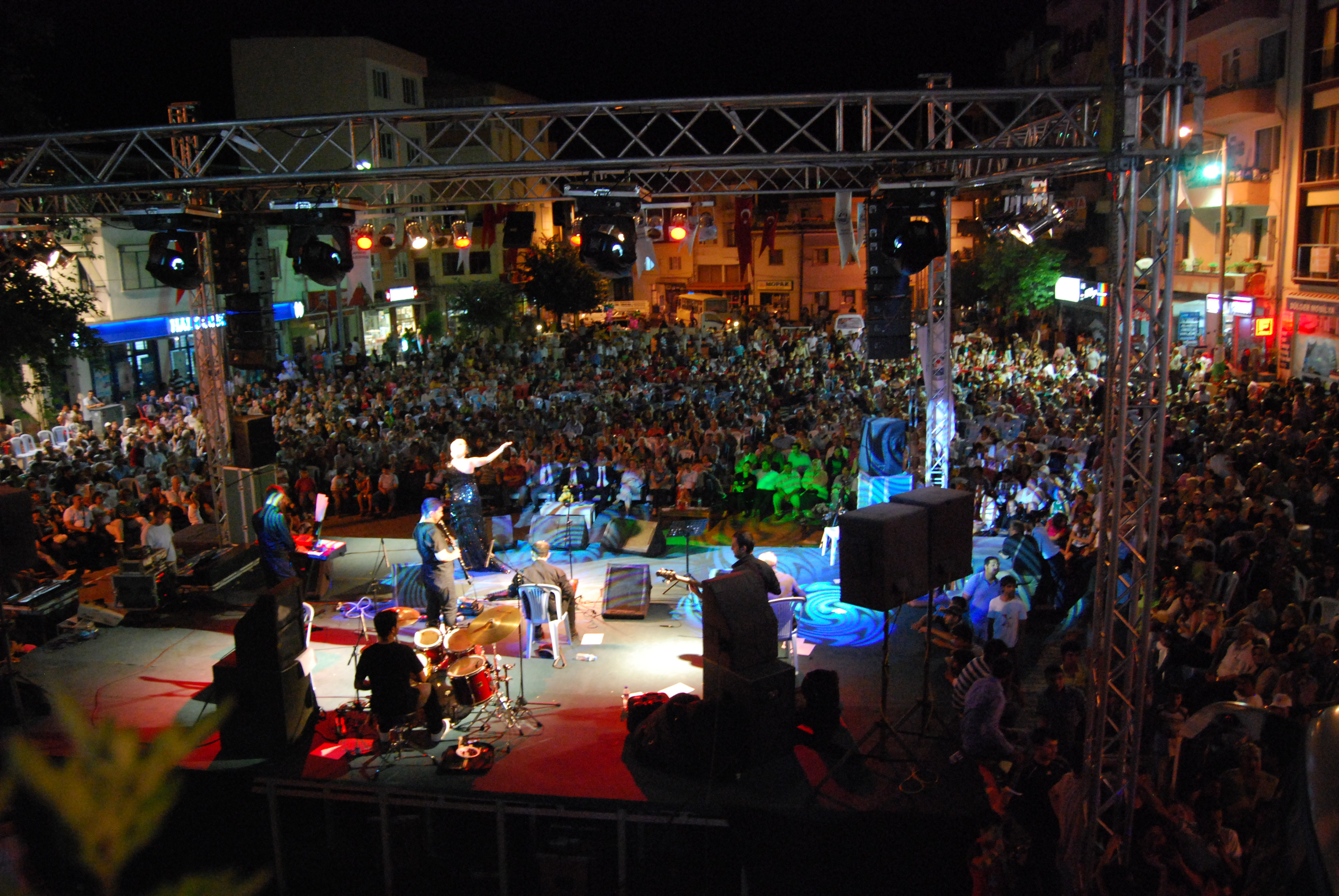
25. Festival de Cirerers

Lapseki és famosa pels seus cirerers i s'hi organitza un Festival de Cirerers anual. L'any 2015 se'n va celebrar l'edició número 30.

## Esports

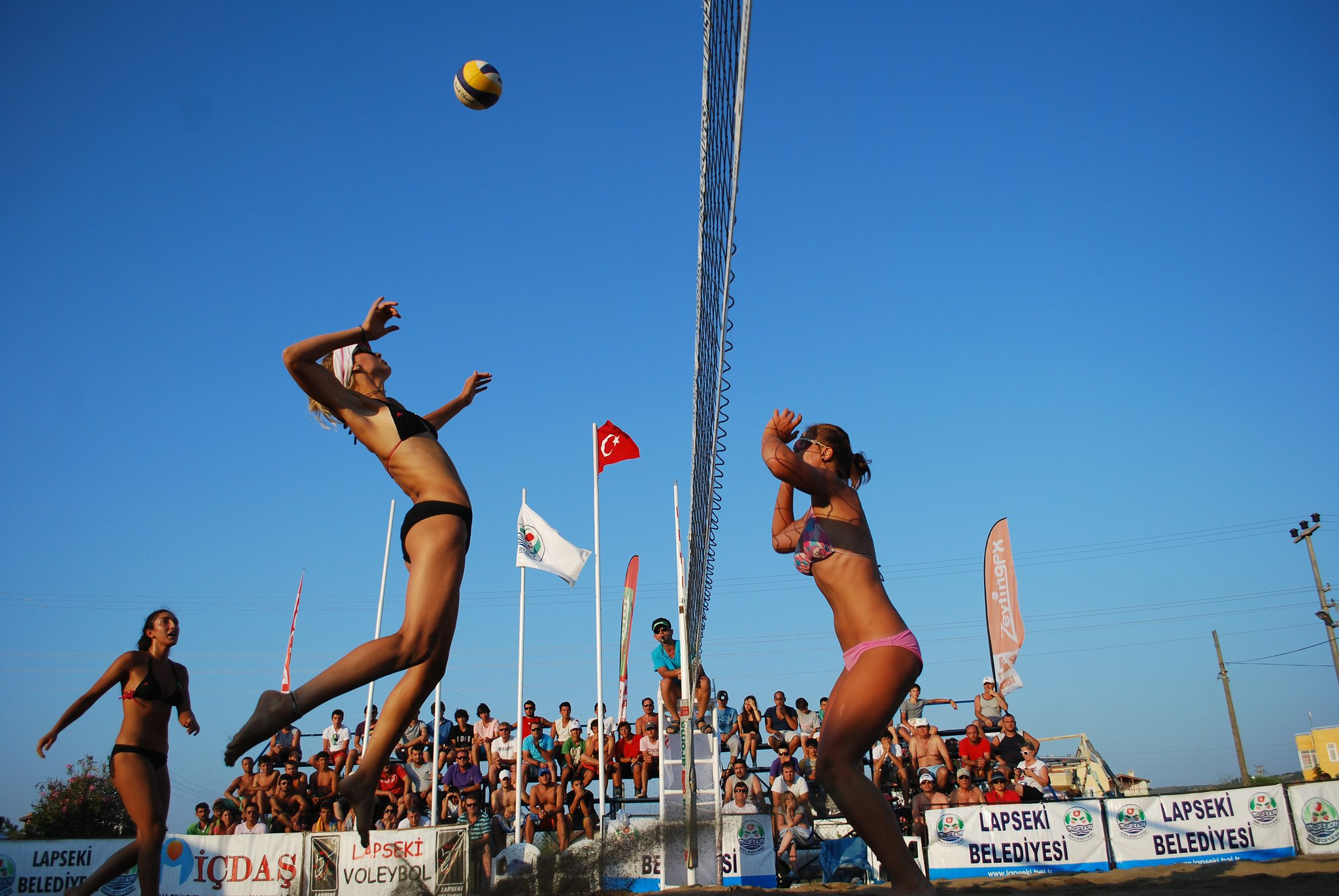
Torneig de voleibol de platja a Lapseki

A Lapseki es fa un Torneig Internacional de Voleibol de Platja anual. El 2015 se'n va realitzar la versió 19.